# Jacky Boxberger
Pour les articles homonymes, voir Boxberger.
Jacky Boxberger, né le 16 avril 1949 à Châtel-sur-Moselle (Vosges) et mort accidentellement le 9 août 2001 dans le parc national de Tsavo East (Kenya), est un athlète français spécialiste des courses de demi-fond et de fond.

## Biographie
Mesurant 1,83 m pour 70 kg, Jacky Boxberger (Jacques André Pierre pour l'état-civil) est licencié à la section athlétisme du Football Club Sochaux-Montbéliard après être passé par le patronage de Plainfaing.
En 1968, à l'âge de 19 ans, alors qu'il n'est encore que junior, Jacky Boxberger, grand espoir de l'athlétisme français, accomplit un parcours exceptionnel comme coureur de demi-fond en battant le record du monde juniors du 1 500 mètres au stade Charléty, puis en obtenant une sixième place lors de ses premiers Jeux olympiques à Mexico.  Après sa performance de Mexico, il devient champion de France du 1 500 mètres en 1972, puis champion de France de cross en 1976 et 1983. En 1976 il bat une première fois le record de France du 5 000 mètres au meeting de Zurich en 13 min 26 s 6. Il participe également au marathon des Jeux olympiques de Los Angeles en 1984.
Considéré comme un athlète exceptionnel, il choisit rapidement de parcourir des longues distances puis des courses sur route mieux dotées que les compétitions sportives internationales. Il est surnommé Monsieur Figaro pour avoir remporté sept fois le cross organisé par le quotidien français. Il remporte ainsi par deux fois le marathon de Paris en 1983 et 1985 ainsi que deux fois le marathon de Lyon les mêmes années. En 1985, il réalise la meilleure performance française au marathon en 2 h 10 min 49 s.
Une blessure au genou lors de son service militaire au bataillon de Joinville met fin à sa progression, ne lui permettant pas d'atteindre une carrière aussi brillante que celle de Michel Jazy qui lui était promise.
Il meurt accidentellement lors d'un safari dans le parc national de Tsavo East au Kenya : il aurait quitté le camp où il pique-niquait avec sa famille pour approcher un éléphant près de la rivière Voï située à une cinquantaine de mètres. Les gardiens du parc ont expliqué à la police qu'une femelle éléphant en chaleur avait attrapé la victime avec sa trompe et l'avait projetée contre un arbre à plusieurs reprises avant de la piétiner, selon le quotidien The East African Standard,,,.
Il est le père de quatre enfants, David et Katia, nés d'un premier mariage, Jérémy  et Ophélie Claude-Boxberger, elle aussi championne de course à pied.

## Palmarès

### International
- champion d'Europe en salle du 1 500 mètres en 1972 à Grenoble ;
- 1er du 5 000 m de la coupe d'Europe des nations (finale B) en 1977 ;
- marathon de Paris de 1983 en 2 h 12 min 38 s et de 1985 en 2 h 10 min 49 s ;
- marathon de Lyon de 1983 en 2 h 17 min 10 s et de 1985 en 2 h 13 min 32 s[9] ;
- cross du Figaro (Cross des As) en 1974, 1975, 1976, 1977, 1979, 1980 et 1981 ;
- médaille de bronze par équipes aux championnats du monde de cross en 1976 ;
- finaliste du 1 500 m des Jeux olympiques de 1968, à l'âge de 19 ans (6e) ;
- quarante-deux sélections en équipe de France A.

### National
- champion de France en salle du 1 500 m en 1972 et 1973 ;
- champion de France du 5 000 m en 1977 et 1982 ;
- champion de France du 10 000 m en 1977 ;
- champion de France de cross-country en 1976 et 1983 ;
- champion de France de semi-marathon en 1985.

## Records
- en 1968, record du monde junior du 1000 m en 2 min 21 s 1 et du 1 500 m en 3 min 40 s 8 ; ce dernier record est resté record de France jusqu'en 2010 ;
- record de France du 3 000 m en 1979, en 7 min 43 s 76 ;
- record de France du 5 000 m en 1976 en 13 min 26 s 6 et en 1977 en 13 min 23 s 59 ;
- meilleure performance française sur 20 km route en 1980 ;
- meilleure performance française sur 25 km route en 1985, en 1 h 15 min 45 s ;
- meilleure performance française sur l'heure en 1980, avec 20,340 km ;
- meilleure performance française du marathon en 1985 en 2 h 10 min 49 s.